# Pericoma albitarsis (Williston, 1896)
Pericoma albitarsis és una espècie d'insecte dípter pertanyent a la família dels psicòdids. Es troba a Amèrica: les Petites Antilles.